# Tarbela-Talsperre
Die Tarbela-Talsperre bzw. der Tarbela-Stausee (in der Landessprache Urdu: تربیلا بند) ist ein Staudamm bzw. eine Talsperre am Indus in Pakistan (Asien). Die englische Bezeichnung ist „Tarbela Dam“ oder „National Dam“.

## Talsperre
Die Talsperre liegt etwa 50 Kilometer nordwestlich von Islamabad im Haripur-Distrikt und deckt einen bedeutenden Teil von Pakistans Bedarf an elektrischem Strom aus Wasserkraft. Die Tarbela-Talsperre ist ein Teil des „Indus Basin Project“, das 1960 in einem Vertrag zwischen Indien und Pakistan beschlossen worden ist. Der Vertrag sichert Pakistan Wasserzuflüsse unabhängig von Indiens Kontrolle über die Flussoberläufe. Die Talsperre gleicht den Abfluss des Indus während der verschiedenen Jahreszeiten aus.

## Staudamm
Der von 1968 bis 1977 aus Erd- und Felsmassen bei Haripur im Peschawar-Tal gebaute Staudamm – der Tarbela-Damm – hat ein Dammvolumen von 106 Millionen m³ (nach anderen Angaben sind es 121,720, 127,908 oder 129,2 Mio. m³), ist über der Gründungssohle maximal 143,26 m hoch und 2.743,20 m lang. Er ist damit nach dem Bauwerksvolumen der größte Erdschüttdamm der Welt mit dem zweitgrößten Reservoirvolumen aller Staudämme. Der unter Mitwirkung mehrerer deutscher und Schweizer Firmen entstandene Damm hat wegen großer bautechnischer Probleme schon erhebliche Kosten für Wartung, Überwachung und Reparaturen verursacht. Statt der 1968 geschätzten Kosten von 800 Millionen Dollar soll er Pakistan bis 1986 etwa 1,5 Milliarden Dollar gekostet haben. Das Konsortium um Hochtief hatte der Water and Power Development Authority (Wapda) in den Sechzigerjahren ein Angebot vorgelegt, das erheblich günstiger schien als die der westeuropäischen und US-amerikanischen Mitbewerber.

## Stauraum
Der Stauraum des Tarbela-Stausees, der ein zweigeteiltes Einzugsgebiet mit 158.000 bzw. 10.360 km² Fläche hat, ist 13,69 km³ groß. Die Wasseroberfläche ist nach zwei verschiedenen Angaben 240 oder 254 km² groß.
120 Dörfer mit 96.000 Einwohnern mussten für den Bau der Talsperre umgesiedelt werden.

## Kraftwerk
Das an die Talsperre angegliederte Kraftwerk dient der Stromerzeugung und der Bewässerung. Dort werden 28 % von Pakistans Elektrizitätsbedarf erzeugt. Die Kraftwerksleistung beträgt 4.888 MW in 17 Turbinen.
Ein neues kleineres Wasserkraftwerk, die Ghazi-Barotha-Talsperre, wurde etwa 8 km unterhalb des Tarbela-Staudammes gebaut. Es dient nur der Erzeugung von Elektrizität. Oberhalb entsteht der Dasu-Damm.

## Schadensfälle
Im Juli 1974 gab es einen Schadensfall, bei dem es fast zur Katastrophe gekommen wäre. Bei der ersten Füllung des Stausees, dem Probestau, mussten zwei der vier Tunnelröhren, die zur Entlastung dienten, außer Betrieb genommen werden, weil sie beschädigt waren. Eine Woche danach brach einer der beiden verbliebenen Tunnel zusammen. Eine halbe Million Kubikmeter Dammmaterial und Felsgestein brachen ein und wurden fortgespült. Dies bedrohte die Stabilität des Dammes und so musste der Wasserspiegel abgesenkt werden. Dazu wurde der einzige unbeschädigte und auch die beiden weniger beschädigten Tunnel verwendet. Nur der unbeschädigte Tunnel war nach der Neuen Österreichischen Tunnelbauweise (NÖT) gebaut worden. Nach der erfolgreichen Notabsenkung stellte man fest, dass der Dichtungsteppich im Stauraum vor dem Damm an vielen Stellen zerstört war und metertiefe Löcher (Ponore) hatte.
1976 traten große Setzungen in der wasserseitigen Böschung auf.
Zwischen 1975 und 1978 wurden die Löcher mit großen Ladungen von Bodenmaterial aufgefüllt.
Der Normalbetrieb wurde erst 1978 aufgenommen.

## Umwelt
Der Staudamm hat zwar seinen Zweck erfüllt, Wasser für die Landwirtschaft zu speichern. Es hat aber einige negative Folgen für die Umwelt im Indus-Delta gegeben. Die Verringerung der Abflüsse hat den Mangroven-Bestand im Delta reduziert und einige Fischarten sind verschwunden.